# Erőss József (történész)
Erőss József  (Csíkszereda, 1868. október 26. – Sepsiszentgyörgy, 1932. november 7.) erdélyi magyar történész, az Erőss család kovásznai ágának leszármazottja. Erőss Alfréd katolikus pap, költő, tanulmányíró, gyulafehérvári segédpüspök nagybátyja.

## Élete
Középiskolai tanulmányait az akkor különálló község Csíksomlyón végezte el. 1892-től kezdően Kolozsvár városába járt egyetemre, ahol latin nyelv-történelem szakból tanári oklevelet szerzett. Tanárként munkálkodott a gimnáziumban Gyulafehérvár és Csíksomlyó településein, 1909 és 1929 között Kézdivásárhely városában. Történeti témájú cikkeket jelentetett meg a Közművelődés című folyóirat hasábjain.

## Művei
- Olaszországi útirajz (1910)
- A székelyek története (Kézdivásárhely, 1913)
- Ágyúöntő Gábor Áron (ifjúsági színmű, Kézdivásárhely, 1914)
- Háromszék telepedési története (Sepsiszentgyörgy, 1929)